# 弗洛里安·富克斯
弗洛里安·富克斯（德語：Florian Fuchs，1991年11月10日—），德国男子曲棍球运动员。他曾代表德国参加2012年、2016年和2020年夏季奥林匹克运动会曲棍球比赛，获得一枚金牌和一枚铜牌。